# I Love New York
I Love NY (I ♥ NY; n.đ. 'Tôi yêu New York') là một biểu trưng quảng bá du lịch cho bang New York được đăng ký bản quyền. Được thiết kế năm 1977 bởi Milton Glaser, nó đã trở thành một biểu tượng văn hóa nổi tiếng cho thành phố New York và của Hoa Kỳ nói chung. Logo I ♥ NY được in trên nhiều mặt hàng như áo thun, cốc, mũ... bày bán trên toàn thế giới.